# Lampona chalmers
Lampona chalmers is een spinnensoort uit de familie Lamponidae. De soort komt voor in Queensland.